# Liste der Baudenkmäler in Großbardorf
Auf dieser Seite sind die Baudenkmäler in der unterfränkischen Gemeinde Großbardorf zusammengestellt. Diese Tabelle ist eine Teilliste der Liste der Baudenkmäler in Bayern. Grundlage ist die Bayerische Denkmalliste, die auf Basis des Bayerischen Denkmalschutzgesetzes vom 1. Oktober 1973 erstmals erstellt wurde und seither durch das Bayerische Landesamt für Denkmalpflege geführt wird. Die folgenden Angaben ersetzen nicht die rechtsverbindliche Auskunft der Denkmalschutzbehörde.

## Baudenkmäler nach Ortsteilen

### Großbardorf
| Lage                                                                    | Objekt                                | Beschreibung | Akten-Nr.              | Bild           |
| ----------------------------------------------------------------------- | ------------------------------------- | --- | ---------------------- | -------------- |
| Am Weißen Kreuz (Standort)                                              | Flurkreuz                             | Kruzifix auf balusterartigem Sockel mit Inschriftmedaillon, Sandstein, bezeichnet „1773“ | D-6-73-126-8 Wikidata  | weitere Bilder |
| An der Lehmgrube, am nordwestlichen Ortsende (Standort)                 | Steinkreuz                            | Steinkruzifix auf neugotischem Inschriftsockel, bezeichnet „1848“ | D-6-73-126-12 Wikidata | BW             |
| Bildhausener Kreuz, beim Sulzenhügel (Standort)                         | Bildhausener Kreuz                    | Kruzifix auf klassizistischem Sockel, Sandstein, um 1800 | D-6-73-126-21 Wikidata | BW             |
| Brauhausstraße (Standort)                                               | Kriegerdenkmal für 1870/71            | Reich gegliederter Sockel mit Segmentgiebeln, mit Figur der Patrona Bavariae, Sandstein, von Valentin Weidner, bezeichnet „1895“ | D-6-73-126-9 Wikidata  | weitere Bilder |
| Geiergasse 4, am Rückgebäude zur Herrleingasse (Standort)               | Hofpforte mit Vorhangbogen            | Sandstein, bezeichnet „1718“ | D-6-73-126-17 Wikidata | weitere Bilder |
| Nähe Hauptstraße (Standort)                                             | Marienstandbild                       | Mit Engeln und Cherubim auf Rokokokartusche und balusterartigem Sockel, Sandstein, Rokoko, bezeichnet „1764“ | D-6-73-126-20 Wikidata | weitere Bilder |
| Hinterm Schulgarten; am alten E-Werk; hinter dem Schulgarten (Standort) | Kruzifix                              | Auf klassizistischem Sockel, Sandstein, bezeichnet „1826“ | D-6-73-126-16 Wikidata | BW             |
| Kirchhügel (Standort)                                                   | Bildstock                             | Einfacher Sockel mit ionischer Säule, Aufsatz mit Reliefs von Marienkrönung und Vesperbild, seitlich Heilige Petrus und Paulus, als Bekrönung heiliger Sebastian, Sandstein, barock, 1692                                                                            | D-6-73-126-19 Wikidata | weitere Bilder |
| Kirchhügel 1 (Standort)                                                 | Gasthaus zum Löwen                    | Zweigeschossiger verputzter Fachwerkbau mit Halbwalmdach und hohem Natursteinsockel in Hanglage, 17./18. Jahrhundert | D-6-73-126-5 Wikidata  | weitere Bilder |
| Kirchhügel 7 (Standort)                                                 | Katholische Pfarrkirche St. Margareta | Ehemaliger Chorturm, massiv, spätgotisch, 14. Jahrhundert, mit barocker Zwiebelhaube 17. Jahrhundert, sonst Neubau von 1975/76 mit Spolien vom Vorgängerbau spätgotisches Portal und Bauinschrift bezeichnet „1615“, mit historischer Ausstattung                    | D-6-73-126-1 Wikidata  | weitere Bilder |
| Kirchhügel 7, vor der Kirche (Standort)                                 | Kriegerdenkmal                        | Pfeilerädikula mit Reliefs eines Engels mit totem Soldaten, Sandstein, um 1920 | D-6-73-126-1 Wikidata  | weitere Bilder |
| Kirchhügel 8 (Standort)                                                 | Ehemaliges Pfarrhaus                  | Zweigeschossiger Halbwalmdachbau, massives Erdgeschoss, teilverputztes Fachwerkobergeschoss, 1614 erbaut, Wappenstein über Hauptportal bezeichnet „1654“ | D-6-73-126-6 Wikidata  | weitere Bilder |
| Kirchhügel 9 (Standort)                                                 | Altes Schulhaus                       | Zweigeschossiger Halbwalmdachbau, massives Erdgeschoss, Fachwerkobergeschoss giebelseitig verschiefert, 18./19. Jahrhundert | D-6-73-126-7 Wikidata  | weitere Bilder |
| Krainser Höhe (Standort)                                                | Flurkreuz                             | Kruzifix auf neugotischem Sockel mit Inschrift, davor Inschriftenstein, Sandstein, bezeichnet „1882“ | D-6-73-126-22 Wikidata | BW             |
| Lehmgrube, am westlichen Dorfrand (Standort)                            | Bildstock                             | Säule mit blockartigem Kapitell, Aufsatz mit Reliefs der Kreuzigung und Christus an der Geißelsäule, Sandstein, Renaissance, Julius-Emes-Umkreis, 1612 | D-6-73-126-14 Wikidata | BW             |
| Nähe Kirchhügel; Schulstraße (Standort)                                 | Friedhofskreuz                        | Kruzifix auf neugotischem Sockel, Sandstein, zweite Hälfte 19. Jahrhundert | D-6-73-126-2 Wikidata  | weitere Bilder |
| Nähe Kirchhügel, Schulstraße (Standort)                                 | Grabstein in Bildstockform            | Pfeiler mit breitem Kapitell, Aufsatz mit Relief der Stifterfamilie unter dem Kreuz, Sandstein, bezeichnet „1594“ und „1630“ | D-6-73-126-2 Wikidata  | weitere Bilder |
| Nähe Kirchhügel; Schulstraße, an der Friedhofsmauer (Standort)          | Heiligenhäuschen                      | Mit eingezogen-stichbogigem Dach, Sandstein, im Innern Pietà, 18./19. Jahrhundert | D-6-73-126-2 Wikidata  | BW             |
| Nordflur; an der Straße nach Kleineibstadt (Standort)                   | Flurkreuz                             | Kruzifix auf Sockel mit Inschrift, Sandstein, von 1901 | D-6-73-126-15 Wikidata | weitere Bilder |
| Nähe Oberes Tor, am Ortsausgang nach Großwenkheim (Standort)            | Bildstock                             | Einfacher Sockel mit Säule, Aufsatz mit umfangreichem Reliefschmuck, teils in Säulenarchitektur: Marienkrönung, seitlich Heilige Petrus und Paulus, darüber Strahlenkranzmadonna, rückseitig Vesperbild, seitlich Heilige Katharina und Barbara, Sandstein, von 1726 | D-6-73-126-11 Wikidata | weitere Bilder |
| Raiffeisenstraße 11 (Standort)                                          | Hoftor mit Pforte                     | Drei Sandsteinpfeiler mit Überdachung, bezeichnet „1836“ | D-6-73-126-18 Wikidata | weitere Bilder |
| Raiffeisenstraße 27, 29 (Standort)                                      | Bauernhof                             | Traufständiges zweigeschossiges Doppelwohnhaus mit Halbwalmdach und mittiger Tordurchfahrt, massives Erdgeschoss, Fachwerkobergeschoss verputzt, Haustüren bezeichnet „1789“ und „1827“                                                                              | D-6-73-126-4 Wikidata  | weitere Bilder |
| Raiffeisenstraße 27, 29 (Standort)                                      | Bauernhof                             | Zweigeschossige hufeisenförmig den Hof umschließende Nebengebäude mit Fachwerkobergeschossen und Sattel- bzw. Halbwalmdächern, letztes Viertel 18. Jahrhundert/19. Jahrhundert                                                                                       | D-6-73-126-4 Wikidata  | BW             |
| Siedlerstraße (Standort)                                                | Kruzifix                              | Auf Sockel mit Inschrift, Sandstein, bezeichnet „1870“ | D-6-73-126-10 Wikidata | weitere Bilder |

## Ehemalige Baudenkmäler
In diesem Abschnitt sind Objekte aufgeführt, die früher einmal in der Denkmalliste eingetragen waren, jetzt aber nicht mehr. Objekte, die in anderem Zusammenhang – also z. B. als Teil eines Baudenkmals – weiter eingetragen sind, sollen hier nicht aufgeführt werden. Aktennummern in diesem Abschnitt sind ehemalige, jetzt nicht mehr gültige Aktennummern.

| Lage                                                    | Objekt           | Beschreibung                                                                     | Akten-Nr.              | Bild |
| ------------------------------------------------------- | ---------------- | -------------------------------------------------------------------------------- | ---------------------- | --- |
| Großbardorf Unteres Tor (bei der Mühlstraße) (Standort) | Heiligenhäuschen | Mit eingezogen-stichbogigem Dach, bezeichnet „1797“, innen Madonnenfigur um 1900 | D-6-73-126-13 Wikidata | [[Vorlage:Bilderwunsch/code!/C:50.27189,10.3672!/D:Unteres Tor (bei der Mühlstraße), Heiligenhäuschen!/\|BW]] |